# Пунт (фортифікація)
Пунт (від італ. punta — «вершина») — верхня площина бастеї або бастіону, на якій розташовувалися артилерійські гармати.